# دارك (بيش كوه زلاغي)
دارك (بالفارسية: دورک) هي قرية تقع في إيران في قسم بیش کوه زلاغي الریفي.